# Барбара Ґрушка-Зих
Барбара Грушка-Зич (нар. 4 грудня 1960, Челядзь, Польща) — польська поетеса, журналістка та репортерка, літературознавиця; працює для тижневика « Gość Niedzielny» .

## Життєпис
Барбара народилася, живе і працює в Челядзі. Вивчала польську філологію в Сілезькому університеті у Катовицях та теологію в Люблінському католицькому університеті.
Барбара також була стипендіатом Віденського фонду «Janineum» (2002), Фонду Івана Павла II у Римі (2003) та фонду «Heinrich & Jane Ledig-Rowohlt» у Швейцарії (2014).
З 1989 Барбара Грушка-Зич працює в тижневику «Gość Niedzielny»; також працює з іншими представниками преси; у 2003–2006 очолювала «Відділ критики та есеїв» щомісячника «Śląsk». З 1994 належить до Асоціації польських журналістів, а з 2001 — до Верхньосілезького літературного товариства.
Входить до літературної групи «Magnus Ducatus Poesis» («Великого князівства поетів»). Її дідом був Станіслав Шкоц — вчитель та громадський активіст із Челядзі.

## Дебют
Першими текстами Барбари були репортажі та вірші, що з'явилися друком у журналах «Świat Młodych» та «Na Przełaj» у 1971 та 1974 (коли їй було 14 та 17 років).
У 1987 Барбара Ґрушка-Зих була нагороджена в національному конкурсі Молодіжного видавничого агентства у Варшаві за книжковий поетичний дебют — збірка її віршів була потрапила до друку. Томик «Napić się pierwszej wody» («Пий першу воду») був опублікований у 1989.

## Репортажі та інтерв'ю
Спеціальністю Барбари Грушки-Зич є репортажі та інтерв'ю, що стосуються тем, пов'язаних з драмами Другої світової війни.
Наприклад, «Co widziały moje oczy» («Те, що бачили мої очі»), доповідь про Генріка Мандельбаума, спалювача трупів у Аушвіцькому концтаборі, і «Fotografie z piekła — Historia Wilhem Brasse» («Фотографії з пекла — Історія Вільгельма Брассе»).
Барбара Грушки-Зич проводила інтерв'ю з Чеславом Мілошем, Яном Новаком-Єзьоранським, Єжи Штуром, Кшиштофом Зануссі.
Деякі з них включили ці інтерв'ю у власні книги. Інтерв'ю Барбари, серед інших, надруковані у книгах отця Януша Пасьєрба («Обіг речей», Познань 1993; «Pelplin 2002»), Яна Новака-Єзьоранського («Розмова про Польщу», Видавничий кооператив "Читець" 1995).
Тексти Барбари були опубліковані в таких журналах: «Akcent», «Akant», «Almanach Prowincjonalny», «44 / Czterdzieści i Cztery», «Dziennik Zachodni», «Echo Czeladzi», «Fraza», «Gazeta Wyborcza», «Gość Niedzielny», «Integracje», «List Oceaniczny» — культурний додаток до «Gazeta» (Канада), «Literatura i Sztuka», «Mandragora», «Na Przełaj», «Opcje», «Przegląd Artystyczno-Literacki», «Przegląd Powszechny», «Kulturny časopis Psí víno» (Чехія), «Rzeczpospolita» (додаток Plus Minus), «Studio», «Śląsk», «Świat Młodych», «Topos», «Temat», «Tygodnik Powszechny», «Moje Miasto» (польський часопис, Німеччина), «Nowy Dziennik» (США), «Nemunas» (Литва), «W drodze», «Znad Wilii» (Литва), «Zarys» (Німеччина), «Zeszyty Literackie».

## Твори
Поезія (вибране)
Серед вибраних віршів Барбари, серед інших в базі даних Інституту літературних досліджень є:
- Napić się pierwszej wody — Warszawa 1989, Młodzieżowa Agencja Wydawnicza, ISBN 83-203-3073-4.
- Teren prywatny — Katowice 1994, «Videograf» ISBN 83-85516-54-9
- Nic się nie stało — Katowice 1995, «Towarzystwo Zachęty Kultury», wyd. II 1997 ISBN 83-86023-41-4
- Pali się mój próg — Katowice 1997, Śląsk ISBN 8371640498
- Zapinając kolczyki — Katowice 2000, «Wydawnictwo Parol» ISBN 8390833042
- Podróż drugą klasą — Katowice 2002, «Bractwo Myśli Bratniej Związku Górnośląskiego»
- Sprawdzanie obecności — 2004, Wydawnictwo KOS ISBN 83-89375-51-6
- Miegu su tavim po oda (Śpię z tobą pod skórą) — 2006, Kowno, polsko-litewski wybór wierszy, Nemunas (Podczas Litewskiej Wiosny Poezji Poezijos Pavasaris w 2006 został uznany za najlepszą książkę zagraniczną roku)
- Ile kosztuje łąka — Katowice 2007, «Biblioteka Śląska» ISBN 978-836-0209-11-0
- Muchy i ludzie — 2008, Księgarnia św. Jacka ISBN 978-83-7030-658-8
- Dzban pełen ognia — 2009, Sankt Petersburg, polsko-rosyjski wybór wierszy wydany nakładem Generalnego Konsulatu Republiki Polskiej w Petersburgu, seria redagowana przez Anatola Niechaja
- Ostatnie śniadanie — 2009, «Towarzystwo Przyjaciół Sopotu», Biblioteka TOPOSU nr 45 (ISBN 978-83-61002-44-4)
- Mężczyzna i kobieta przed kremacją 2011 — wybór wierszy z lat 1989—2009, Klub Niezależnych Stowarzyszeń Twórczych «Marchołt»
- Szara jak wróbel — 2012, Towarzystwo Przyjaciół Sopotu, Biblioteka TOPOSU nr 76 (ISBN 978-83-61002-85-7)
- 'Dwoje o miłości (Dviese apie meilę),Barbara Gruszka-Zych i Julius Keleras, fundacja Naujoji Romuva, Wilno 2012 (ISBN 978-609-8035-19-3)
- Nasz Poeta — Wspomnienie o Czesławie Miłoszu, razem z Birute Jonuskaite, fundacja Naujoji Romuva, Wilno 2012 (ISBN 978-609-8035-18-6)
- Koszula przed kolana — Katowice 2014, Wydawnictwo Biblioteka Gościa (ISBN 978-83-938007-3-5)
- Nie ma nas w spisie — Katowice 2014, Wydawnictwo Naukowe «Śląsk» (ISBN 978-83-7164-818-2)
- Dowody na istnienie ciemni — Wrocław 2014, Wydawnictwo Astrum (ISBN 978-83-7277-647-1)
- Koszula przed kolana — Katowice 2014, Wydawnictwo Kurii Metropolitalnej «Gość Niedzielny» (ISBN 978-83-938007-3-5)
- Przyrząd do uzdatniania wody 2015 — Wrocław, Wydawnictwo Astrum ISBN 978-83-7277-896-3
- Takie piękne życie. Portret Wojciecha Kilara — Bytom 2015, Wydawnictwo Niecałe. ISBN 978-83-64453-18-2
- Samo święto. Wiersze miłosne — Katowice 2017, Wyd. Śląsk, ISBN 978-83-6078-197-5
- Tacy kruchutcy — Sopot. 2017, Towarzystwo Przyjaciół Sopotu, ISBN 978-83-65662-19-4
- Basiu wróciłem — Katowice 2018, Wydawnictwo Naukowe Śląsk, ISBN 978-83-7164-492-4

Деякі вірші включені до антологій:
- Antologia poezji sakralnej pod red. Henryka Wolniaka, Wrocław 1988
- Antologia wierszy poetów współczesnych «Powrót aniołów» w opracowaniu ks. Wiesława A. Niewęgłowskiego, Warszawa 2000
- Antologia wierszy o miłości «Kochaj wierszem» pod red. Tomasza Jastruna, Warszawa 2000
- Almanach Literacki «Werset» pod red. Adriana Nowaka i Dawida Szpeka
- Antologia polskiego haiku, NOZOMI, Warszawa 2001, opracowała Ewa Tomaszewska
- Wieczność nie ma kalendarza, Epigramat w polskiej liryce religijnej Kraków 2006, 1939—2005, opracował ks. Tadeusz Jania
- Zagłębie poetów, Katowice 2002, Wybór i opracowanie Marian Kisiel i Paweł Majerski, przy współudziale Włodzimierza Wójcika, Wydawnictwo Gnome, Katowice 2002 (ISBN 83-87819-12-3)
- Wiara Nadzieja, Miłość, Kraków 2005
- Krzyż drzewo kwitnące, Antologia poezji o Krzyżu Warszawa 2002, redakcja Magdalena Koperska, Jerzy Koperski
- Magnus Ducatus Poesis pod redakcją Vladasa Braziunasa, Wilno 2007, stron 265
- Świąteczne przesłania Konfraterni Poetów Kraków 2011
- Ilu przyjaciół pozostało w wierszach, Kraków 2010
- Wieża malowana. Wspomnienia o Wojciechu Siemionie, Warszawa 2011, pod red Józefa Plessa

Вірші були перекладені англійською, арабською, білоруською, чеською, французькою, литовською, німецькою, українською, угорською та італійською мовами. Том «Pokonywanie Granic» («Подолання кордонів»), опублікований Міністерством культури Литовської Республіки у 2009, включає вірші Барбари Ґрушки-Зих польською, литовською, білоруською та українською мовами.
Репортажі
- Mało obstawiony Święty. Cztery reportaże z Bratem Albertem w tle, Księgarnia św. Jacka 2002 (ISBN 83-7030-400-1)
- Zapisz jako…, Księgarnia św. Jacka 2004 (ISBN 83-7030-411-7)
- Mój Poeta — osobiste wspomnienia o Czesławie Miłoszu, wyd. Videograf II , 2007 (ISBN 9788371834998)[8].
- Życie rodzinne Zanussich. Rozmowy z Elżbietą i Krzysztofem, Wyd. Działania Wizualne, Czeladź 2019. ISBN 978-83-953378-0-2[14]

## Відзнаки, нагороди та номінації
- Бронзова медаль за заслуги перед культурою — Gloria Artis (2011)
- І премія на конкурсі релігійних поезій «Свобода — Вічність — Велич» (1997)
- І премія на конкурсі поезій Галини Посвятовської (1999)
- ІІ премія в Національному польському поетичному конкурсі ім. Збігнєва Герберта за вірш «<i id="mwAQg">Про листя конвалії</i>», в рамках фестивалю в Торуні (1999)
- Премія «Польське Перо» за доповіді про поляків, що живуть на Сході (2005)
- Премія міста Челядзь у галузі культури (2005)
- ІІ премія в конкурсі силезької преси «Сілезія Пресс» за репортаж про спалювача трупів у Аушвіцькому концтаборі «Що побачили мої очі» (2009)
- Нагорода «Ubi Caritas», присуджена організацією Карітас Інтернаціоналіс в категорії «Співпраця з Карітасом» за репортажі, що пропагують любов до ближнього (2010)
- ІІІ премія в конкурсі силезьких медіа «Silesia Press» за інтерв'ю з Войцехом Кіляром «Я — мов концерт з фортепіано» (2011)[15].
- Премія Асоціації польських журналістів ім. Мацея Лукашевича за інтерв'ю з Войцехом Кіляром «Гармонія духу» (2012)[16]
- Збірка «Szara jak spróbel» був серед двадцяти книг, номінованих на поетичну нагороду «Орфей» (2013)[17].
- Нагорода ім. Отця Яна Твардовського, призначена у 2015 за збірку віршів під назвою «Сорочка довжиною до колін», опубліковану видавництвом «Gość Niedzielny» у Катовицях.
- Номінація на поетичну премію ім. Ґальчинського — «Орфей» (2015) за збірку «Намисто перед колінами»[18].
- Номінація на поетичну премію ім. Ґальчинського — «Орфей» (2016) за збірку «Пристрій для очищення води»[19].
- Премія «Кільця Сатурна 2018» за досягнення в галузі культури, нагороджена мером міста Челядзь[20].
- ім. Ґальчинського — «Орфей» (2019) за збірку «Basiu wróciłem»[21].
- Відзнака «Фенікс» у галузі літератури на католицькому книжковому ярмарку 2016 за книгу «Таке прекрасне життя. Портрет Войцеха Кіляра»[20].
- Почесна відзнака в конкурсі журналістики «Krystyny Bochenek 2016» за репортаж «Mazdą do nieba»[20].
- Відзнака ім. Казімежа Дзевановського у категорії «за публікації про проблеми та події у світі» за репортаж «Параграф 1666» у конкурсі Асоціації польських журналістів (2019)[20].

## Огляди
Чеслав Мілош писав про творчість Барбари Ґрушки-Зих, зокрема: Її вірші також високо оцінили: Ян Твардовський, Маріан Кісієль, Кшиштоф Зануссі, Войцех Кіляр.